# Bev Bevan

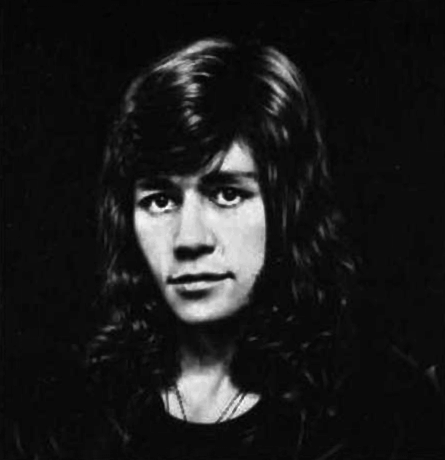
Bev Bevan in 1977

Beverly "Bev" Bevan (Birmingham, 25 november 1944) is een Britse drummer, een van de originele leden van The Move en Electric Light Orchestra (ELO).

## Biografie
Na zijn schooltijd in Moseley School werkte hij enige tijd als inkoper in een grootwarenhuis. 
Zijn muzikale carrière begon bij Denny Laine and the Diplomats, en bij Carl Wayne and the Vikings.
Vanaf 1966 speelde hij bij The Move. ELO bracht zijn eerste album uit in 1971, toen The Move alleen nog maar studio-opnames deed, en niet meer optrad. Na de single California Man en mede door het succes van ELO en Roy Woods groep Wizzard hield The Move op te bestaan.
Hij speelde op alle ELO-albums tot en met 1986.
In 1976 bracht hij een solosingle uit: Let there be drums, een cover van een instrumentaal Sandy Nelson-nummer.
In 1983-1984 verving hij Bill Ward als drummer van Black Sabbath op hun Born Again Tour.
Ongeveer twee jaar na het het ELO-album Balance Of Power uit 1986 werkt Bevan aan de oprichting van een nieuwe groep in een poging ELO voort te zetten. Lynne heeft er geen zin in. Bevan en Lynne maken de afspraak dat Bevan zijn deel van de rechten op de naam ELO aan Lynne verkoopt wanneer hij de nieuwe band verlaat. Aanvankelijk met Bevan en Louis Clark als originele ELO-leden is het Electric Light Orchestra Part Two een feit. In 1991 verscheen het  debuutalbum dat teruggreep naar het geluid van Out Of The Blue. Kelly Groucutt en Mik Kaminsky zijn wel van de partij bij live-optredens maar komen pas na 1993 in vaste dienst. Cellist Hugh McDowell, ook een voormalig bandlid, heeft de eerste jaren een aantal keren met ELO Part Two opgetreden. Kelly, Mik en Hugh vormden van halverwege de jaren '80 tot ongeveer 1994 de formatie OrKestra. In 1993 tourden beide groepen samen.
Het tweede album verscheen in 1994, Moment Of Truth. Beide albums werden geen succes.
Er verschenen ook twee live-albums. Met name de tweede kreeg behoorlijk wat waardering. Bij live-concerten werden steeds meer ELO-hits gespeeld en daar kwamen veel fans ook voor. Desondanks vonden veel oude fans dat deze groep zonder Jeff Lynne geen bestaansrecht had. ELO Part Two heeft jaar op jaar heel veel opgetreden, niet zelden met een compleet symfonieorkest, gedirigeerd door Sir Louis Clark. In 1998 traden ze tweemaal op in Nederland (Apeldoorn, mei, en De Veenhoop, juli).
Eind 1999 verliet Bevan de groep die er maar niet in slaagde Amerika te veroveren. ELO Part Two werd begin 2000 officieel opgeheven. Bevan verkocht zijn deel van rechten op de groepsnaam, zoals was afgesproken, aan Jeff Lynne. De overgebleven groepsleden van ELO Part II gingen door en moesten de bandnaam veranderen. Dat werd uiteindelijk The Orchestra.
Na de dood van Carl Wayne in 2004 vormde Bev Bevan een nieuwe groep, Bev Bevan's Move (met Phil Tree, Phil Bates en Neil Lockwood) die op tournee gaat met voornamelijk nummers van The Move. Op 29 september 2007 trad de formatie op in Horst, even ten noorden van Venlo.
Bev Bevan presenteert een radioprogramma op BBC Radio West Midlands. Hij woont in Warwickshire en is nog steeds muzikaal actief.
Op 17 januari 2011 werd aangekondigd dat hij een ster krijgt op de Birmingham Walk of Stars.

Jeff Lynne
Roy Wood · Bev Bevan · Bill Hunt · Steve Woolam · Rick Price · Richard Tandy · Mike Edwards · Wilfred Gibson · Hugh McDowell · Andy Craig · Colin Walker · Mike de Albuquerque · Mik Kaminski · Louis Clark · Kelly Groucutt · Melvyn Gale · Dave Morgan · Martin Smith · Marc Mann · Matt Bissonette · Gregg Bissonette · Peggy Baldwin · Sarah O'Brien · Rosie Vela
- Gemeinsame Normdatei: 134328663
- International Standard Name Identifier: 0000 0001 3154 624X
- MusicBrainz: 83cf78c3-c802-4d7e-aed6-65a354dbfdb0
- Virtual International Authority File: 3467149296194380670004